# 7160 Tokunaga
7160 Tokunaga (1981 UQ29) là một tiểu hành tinh vành đai chính được phát hiện ngày 24 tháng 10 năm 1981 bởi S. J. Bus ở Palomar.